# Ronde van Spanje 2007/Veertiende etappe
De veertiende etappe van de Ronde van Spanje 2007 vond plaats op 15 september 2007 en voerde van Puerto Lumbreras naar Villacarrillo door de regio Andalusië. De etappe was 206 kilometer lang. Er waren twee tussensprints en vier beklimmingen van de derde categorie.

## Verslag
Ondanks diverse uitlooppogingen in het eerste uur, duurde het tot de 66e kilometer totdat er een groep ontstond die een serieuze voorsprong nam. Bij de elf koplopers waren onder andere Christian Vande Velde, Haimar Zubeldia, Xabier Zandio, Juan Manuel Gárate en Stefan Schumacher. Best geklasseerde renner was Vande Velde, die al bij verschillende eerdere vluchtpogingen betrokken was, op een veertigste plaats. De marge liep snel op, tot zo'n zes minuten na 100 kilometer en 7'29" na 130 kilometer.
Met de finish in aantocht werd de voorsprong alleen maar groter. Op de laatste beklimming van de dag, de Alto Villanueva del Arzobispo, volgden de demarrages elkaar snel op, maar geen van de koplopers wist zijn medevluchters van zich af te schudden. In de afdaling, op 10 kilometer van de finish, sprong de Amerikaan Jason McCartney weg. De Zweed Thomas Lövkvist probeerde achter hem aan te springen, maar kon hem niet meer bijhalen. McCartney won de etappe, met 28 seconden voorsprong op Lövkvist en 50 seconden op Schumacher, die de sprint van de kopgroep won. Het peloton eindigde op ruim tien minuten.

### Tussensprints
- Eerste tussensprint in Hornos, na 154 km: Christian Vande Velde
- Tweede tussensprint na 179 km: Juan Manuel Gárate

### Beklimmingen
- Puerto de María (3e), na 39 km: David García
- Puerto del Pinar (3e), na 96 km: Juan Manuel Gárate
- Alto Santiago-Pontones (3e), na 124 km: David García
- Alto Villanueva del Arzobispo (3e), na 192 km: Juan Manuel Gárate

### Opgaves
- De Spanjaard Carlos Castaño, de kopman van Karpin-Galicia, ging niet van start nadat hij in de dertiende etappe ten val was gekomen.
- De Deen Michael Blaudzun van Team CSC was eveneens in de dertiende etappe gevallen en kwam ook niet meer aan het vertrek.
- De kopman van Crédit Agricole, de Italiaan Pietro Caucchioli verliet de koers na 29 kilometer.
- Angelo Furlan, een land- en ploeggenoot van Caucchioli, kneep een kilometer later in de remmen.
- De Fransman Dimitri Champion van Bouygues Télécom gaf na 53 kilometer op.
- De Spanjaard Josep Jufré van Predictor-Lotto stapte na 55 kilometer in de etappe uit de Vuelta.
- Voormalig leider in het bergklassement van deze Ronde Serafín Martínez, rijdend voor Karpin-Galicia, hield de koers na 73 kilometer voor gezien.
- De Spanjaard Jesús Hernández van Relax-GAM liep een gebroken sleutelbeen op, waardoor hij noodgedwongen na 159 kilometer moest opgeven.

## Uitslag
| rang | renner                | land             | ploeg                 | tijd      |
| ---- | --------------------- | ---------------- | --------------------- | --------- |
| 1    | Jason McCartney       | Verenigde Staten | Discovery Channel     | 5u 21'21" |
| 2    | Thomas Lövkvist       | Zweden           | La Française des Jeux | op 28"    |
| 3    | Stefan Schumacher     | Duitsland        | Team Gerolsteiner     | op 50"    |
| 4    | Juan Manuel Gárate    | Spanje           | Quick·Step-Innergetic | z.t.      |
| 5    | Alessandro Vanotti    | Italië           | Liquigas              | z.t.      |
| 6    | David García          | Spanje           | Karpin-Galicia        | z.t.      |
| 7    | Xabier Zandio         | Spanje           | Caisse d'Epargne      | z.t.      |
| 8    | Christian Vande Velde | Verenigde Staten | Team CSC              | z.t.      |
| 9    | Haimar Zubeldia       | Spanje           | Euskaltel-Euskadi     | z.t.      |
| 10   | Philip Deignan        | Ierland          | Ag2r Prévoyance       | z.t.      |

## Klassementen

### Algemeen klassement
| rang | renner            | land      | ploeg                 | tijd       |
| ---- | ----------------- | --------- | --------------------- | ---------- |
| 1    | Denis Mensjov     | Rusland   | Rabobank              | 57u 45'47" |
| 2    | Vladimir Jefimkin | Rusland   | Caisse d'Epargne      | op 2'01"   |
| 3    | Cadel Evans       | Australië | Predictor-Lotto       | op 2'27"   |
| 4    | Carlos Sastre     | Spanje    | Team CSC              | op 3'02"   |
| 5    | Ezequiel Mosquera | Spanje    | Karpin-Galicia        | op 4'35"   |
| 6    | Samuel Sánchez    | Spanje    | Euskaltel-Euskadi     | op 4'42"   |
| 7    | Vladimir Karpets  | Rusland   | Caisse d'Epargne      | op 5'49"   |
| 8    | Manuel Beltrán    | Spanje    | Liquigas              | op 5'56"   |
| 9    | Stijn Devolder    | België    | Discovery Channel     | op 6'28"   |
| 10   | Carlos Barredo    | Spanje    | Quick·Step-Innergetic | op 6'39"   |

### Puntenklassement
| rang | renner              | land   | ploeg                 | punten |
| ---- | ------------------- | ------ | --------------------- | ------ |
| 1    | Paolo Bettini       | Italië | Quick·Step-Innergetic | 101    |
| 2    | Daniele Bennati     | Italië | Lampre-Fondital       | 89     |
| 3    | Alessandro Petacchi | Italië | Team Milram           | 88     |

### Bergklassement
| rang | renner            | land    | ploeg             | punten |
| ---- | ----------------- | ------- | ----------------- | ------ |
| 1    | Denis Mensjov     | Rusland | Rabobank          | 71     |
| 2    | Jurgen Van Goolen | België  | Discovery Channel | 66     |
| 3    | Vladimir Jefimkin | Rusland | Caisse d'Epargne  | 44     |

### Combinatieklassement
| rang | renner            | land      | ploeg            | punten |
| ---- | ----------------- | --------- | ---------------- | ------ |
| 1    | Denis Mensjov     | Rusland   | Rabobank         | 7      |
| 2    | Cadel Evans       | Australië | Predictor-Lotto  | 16     |
| 3    | Vladimir Jefimkin | Rusland   | Caisse d'Epargne | 17     |

### Ploegenklassement
| rang | ploeg             | land       | tijd        |
| ---- | ----------------- | ---------- | ----------- |
| 1    | Caisse d'Epargne  | Spanje     | 173u 18'26" |
| 2    | Euskaltel-Euskadi | Spanje     | op 16'41"   |
| 3    | Team CSC          | Denemarken | op 18'10"   |

1e etappe ·
2e etappe ·
3e etappe ·
4e etappe ·
5e etappe ·
6e etappe ·
7e etappe ·
8e etappe ·
9e etappe ·
10e etappe ·
11e etappe ·
12e etappe ·
13e etappe ·
14e etappe ·
15e etappe ·
16e etappe ·
17e etappe ·
18e etappe ·
19e etappe ·
20e etappe ·
21e etappe

Startlijst · Eindstanden · Afbeeldingen